# English National Ice Hockey League 1996/97
Die Saison 1996/97 war die erste Austragung der englischen English League. Diese stellte nach der Ice Hockey Superleague und der British National League in diesem Jahr die 3. Liga des britischen Eishockeys dar. An ihr nahm neben den englischen Mannschaften eine walisische Mannschaft teil.

## Modus und Teilnehmer
Die Mannschaften spielten in regionalen Gruppen, einer North Conference und South Conference. In einer Einfachrunde spielte jeder gegen jeden. Die jeweils ersten Vier einer Gruppe spielten anschließend untereinander um zwei Plätze für die Endrunde. Dort wurde dann in Play-offs mit Hin- und Rückspiel der Gesamtsieger ermittelt.

## North Conference

### Hauptrunde
| Platz | Mannschaft            | Spiele | S  | U | N  | Tore    | Punkte |
| ----- | --------------------- | ------ | -- | - | -- | ------- | ------ |
| 1     | Kingston Jets 2       | 14     | 11 | 2 | 1  | 118: 56 | 24     |
| 2     | Altrincham Aces       | 14     | 11 | 2 | 1  | 125: 44 | 24     |
| 3     | Billingham Bombers    | 14     | 10 | 2 | 2  | 168: 53 | 22     |
| 4     | Solihull Barons II    | 14     | 6  | 1 | 7  | 56:105  | 13     |
| 5     | Sunderland Chiefs     | 14     | 6  | 0 | 8  | 79: 76  | 12     |
| 6     | Sheffield Spartans II | 14     | 4  | 2 | 8  | 73: 94  | 10     |
| 7     | Bradford Bulldogs     | 14     | 3  | 0 | 11 | 69:111  | 6      |
| 8     | Blackburn Hawks       | 14     | 0  | 1 | 13 | 22:171  | 1      |

Legende: S–Siege, U–Unentschieden, N–Niederlage
Die zweite Mannschaft der Solihull Barons hatte sich für die Play-offs qualifiziert, konnte mangels Eiszeit aber nicht teilnehmen und wurde durch die  Sunderland Chiefs ersetzt.

### Play-offs
| Platz | Mannschaft         | Spiele | S | U | N | Tore  | Punkte |
| ----- | ------------------ | ------ | - | - | - | ----- | ------ |
| 1     | Billingham Bombers | 6      | 5 | 0 | 2 | 41:18 | 10     |
| 2     | Altrincham Aces    | 6      | 4 | 0 | 2 | 43:33 | 8      |
| 3     | Sunderland Chiefs  | 6      | 2 | 0 | 4 | 29:42 | 4      |
| 4     | Kingston Jets II   | 6      | 1 | 0 | 5 | 22:42 | 2      |

## South Conference

### Hauptrunde
| Platz | Mannschaft                | Spiele | S  | U | N  | Tore    | Punkte |
| ----- | ------------------------- | ------ | -- | - | -- | ------- | ------ |
| 1     | Romford Raiders           | 22     | 20 | 1 | 1  | 192: 46 | 41     |
| 2     | Chelmsford Chieftains     | 22     | 18 | 1 | 3  | 175: 51 | 37     |
| 3     | Stevenage Oilers          | 22     | 16 | 1 | 5  | 155: 78 | 33     |
| 4     | Wightlink Raiders         | 22     | 16 | 1 | 5  | 230: 65 | 33     |
| 5     | Peterborough Islanders II | 22     | 12 | 2 | 8  | 118:159 | 26     |
| 6     | Oxford City Stars         | 22     | 10 | 0 | 12 | 174:114 | 20     |
| 7     | Haringey Racers           | 22     | 8  | 1 | 13 | 107:160 | 17     |
| 8     | Cardiff Devils II         | 22     | 7  | 2 | 13 | 109:150 | 16     |
| 9     | Slough Jets II            | 22     | 6  | 2 | 14 | 85:191  | 14     |
| 10    | Solent Devils             | 22     | 6  | 0 | 16 | 81:186  | 12     |
| 11    | Bracknell Hornets II      | 22     | 4  | 2 | 16 | 75:189  | 10     |
| 12    | Basingstoke Buffalo II    | 22     | 2  | 1 | 19 | 70:182  | 5      |

Legende: S–Siege, U–Unentschieden, N–Niederlage

### Play-offs
| Platz | Mannschaft            | Spiele | S | U | N | Tore  | Punkte |
| ----- | --------------------- | ------ | - | - | - | ----- | ------ |
| 1     | Wightlink Raiders     | 6      | 4 | 0 | 2 | 42:11 | 8      |
| 2     | Chelmsford Chieftains | 6      | 3 | 2 | 1 | 21:24 | 8      |
| 3     | Romford Raiders       | 6      | 2 | 2 | 2 | 17:16 | 6      |
| 4     | Stevenage Oilers      | 6      | 1 | 0 | 5 | 17:36 | 2      |

## Endrunde
Die Halbfinalspiele fanden am 9. und 14. April 1997 statt.
Die Finalspiele fand zwischen den beiden besten Play-off-Mannschaften der South Conference am 4. und 9. Mai 1997 statt.